# Karl Königshofer
Karl Königshofer (21. dubna 1787 Rein – 28. června 1861 Štýrský Hradec) byl rakouský agrární a pivovarnický podnikatel a politik německé národnosti ze Štýrska, během revolučního roku 1848 poslanec Říšského sněmu.

## Biografie
Jeho otec byl advokátem kláštera v Reinu. Karl působil od roku 1806 jako hospodářský správce panství patřícího klášteru ve Vorau, později byl správcem v Peggau. Od roku 1815 řídil hospodářství ve Steinfeldu u Štýrského Hradce, které roku 1825 přešlo do jeho majetku. Při statku zřídil pivovar a rozvíjel pěstování chmele. Stal se předsedou pivovarnického sdružení a členem výboru štýrské zemědělské společnosti.
Během revolučního roku 1848 se zapojil do politického dění. Stal se členem Národní gardy a poslancem prozatímního Štýrského zemského sněmu. Ve volbách roku 1848 byl zvolen na rakouský ústavodárný Říšský sněm. Zastupoval volební obvod Štýrský Hradec-město (pravý břeh) ve Štýrsku. Uvádí se jako majitel realit a pivovaru. Patřil ke sněmovní levici. Na sněmu požadoval snížení daňové zátěže. Byl též nominován do celoněmeckého Frankfurtského parlamentu.
V roce 1853 prodal kvůli finančním potížím své hospodářství Johannu Peterovi von Reininghaus, jehož rodina ho pak dlouhodobě řídila.